# Lieuran-Cabrières
Lieuran-Cabrières település Franciaországban, Hérault megyében. Lakosainak száma 338 fő (2022. január 1.). Lieuran-Cabrières Aspiran, Cabrières, Nébian, Péret és Villeneuvette községekkel határos.

## Népesség
A település népességének változása:
| Lakosok száma | 181  | 140  | 166  | 245  | 291  | 313  | 322  | 333  | 335  | 338  |
|               | 1968 | 1982 | 1990 | 2006 | 2013 | 2015 | 2017 | 2019 | 2020 | 2022 |